# 步达远镇
步达远镇，是中华人民共和国辽宁省丹东市宽甸满族自治县下辖的一个乡镇级行政单位。

## 行政区划
步达远镇下辖以下地区：
步达远村、新生村、新兴村、胜利村、新安村、复光村、四林村、干沟子村、高岭地村、大牛沟村和长岭村。